# Grabów nad Prosną
Grabów nad Prosną (niem. Grabow) – miasto w województwie wielkopolskim, w powiecie ostrzeszowskim, w Kotlinie Grabowskiej, nad Prosną, w Kaliskiem, na ziemi wieluńskiej; siedziba gminy Grabów nad Prosną; zakłady przemysłu spożywczego.
Według danych z 31 grudnia 2009 miasto liczyło 1960 mieszkańców.
Miasto królewskie w tenucie grabowskiej w powiecie ostrzeszowskim województwa sieradzkiego w końcu XVI wieku. W latach 1954–1972 wieś należała i była siedzibą władz gromady Grabów nad Prosną. W latach 1975–1998 miasto leżało w województwie kaliskim.

## Położenie
Grabów leży w Kotlinie Grabowskiej, na wschodnim skraju Wzgórz Ostrzeszowskich (części Wału Trzebnickiego), na lewym brzegu Prosny, średnia wysokość 128 m n.p.m., 28 km na południe od Kalisza i 17 km na północny wschód od Ostrzeszowa; węzeł drogowy, krzyżują się w nim drogi wojewódzkie:
- nr 447: Antonin – Grabów – Kraszewice
- nr 449: Syców – Grabów – Błaszki
- nr 450: Kalisz – Grabów – Wieruszów

Przez Grabów przebiega linia kolejowa Ostrzeszów – Grabów – Namysłaki tzw. Grabowska Toczka (zamknięta w 1999 i ponownie otwarta 30 sierpnia 2008 jako turystyczna kolej drezynowa).

## Historia

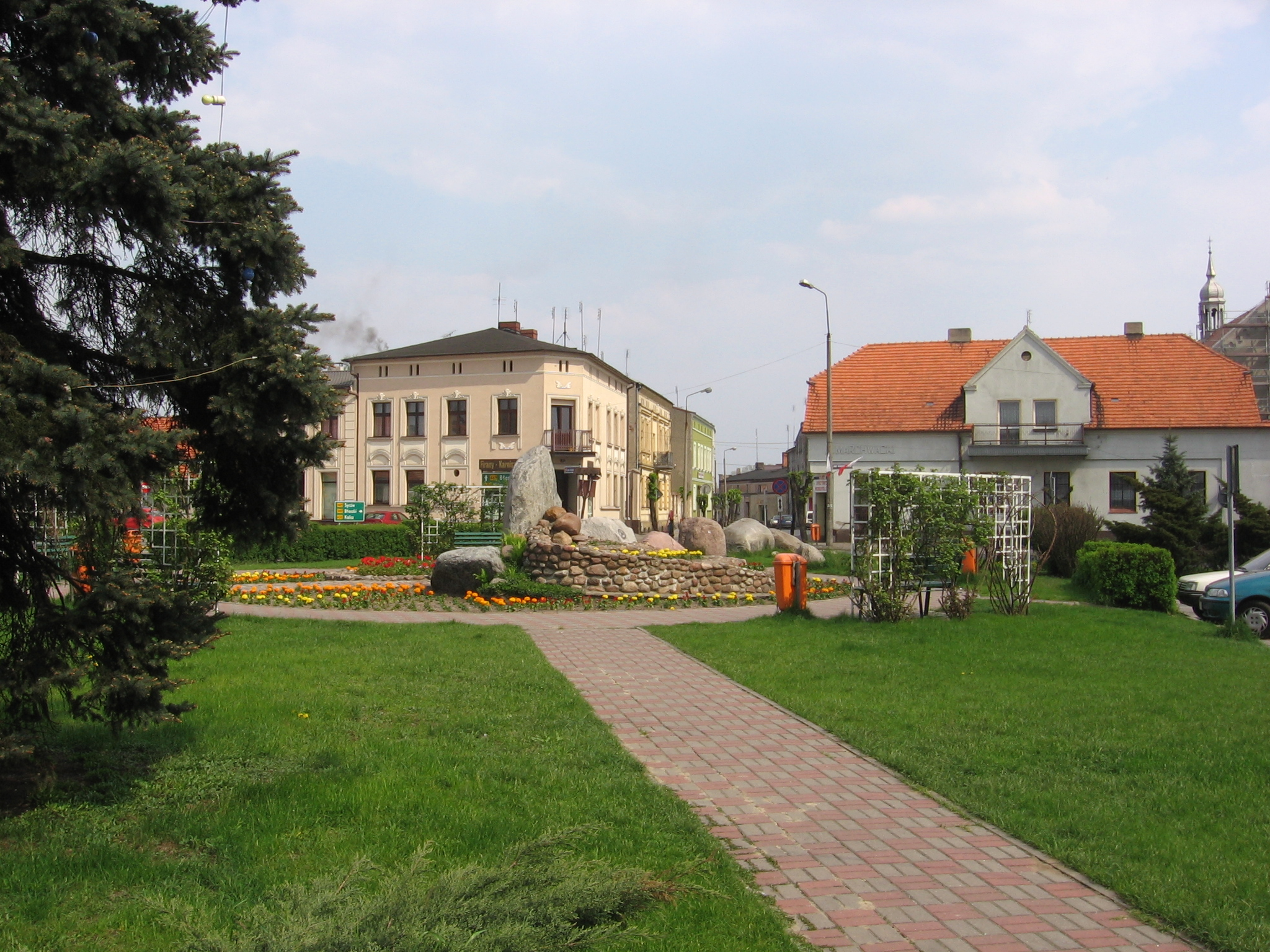
Rynek Władysława Jagiełły

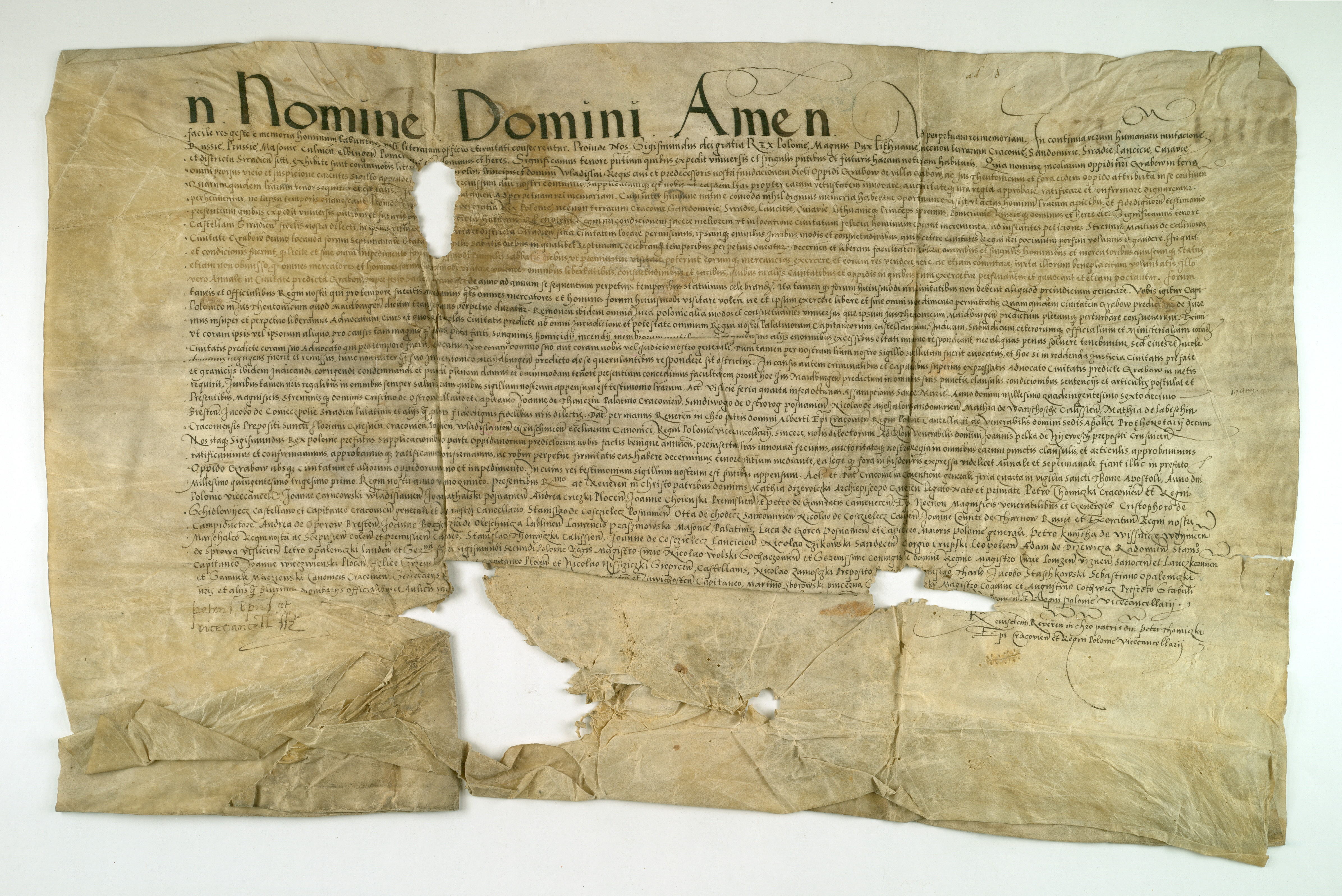
Zygmunt I Stary, król polski, zatwierdza miastu Grabów przywilej króla Władysława Jagiełły na prawo niemieckie

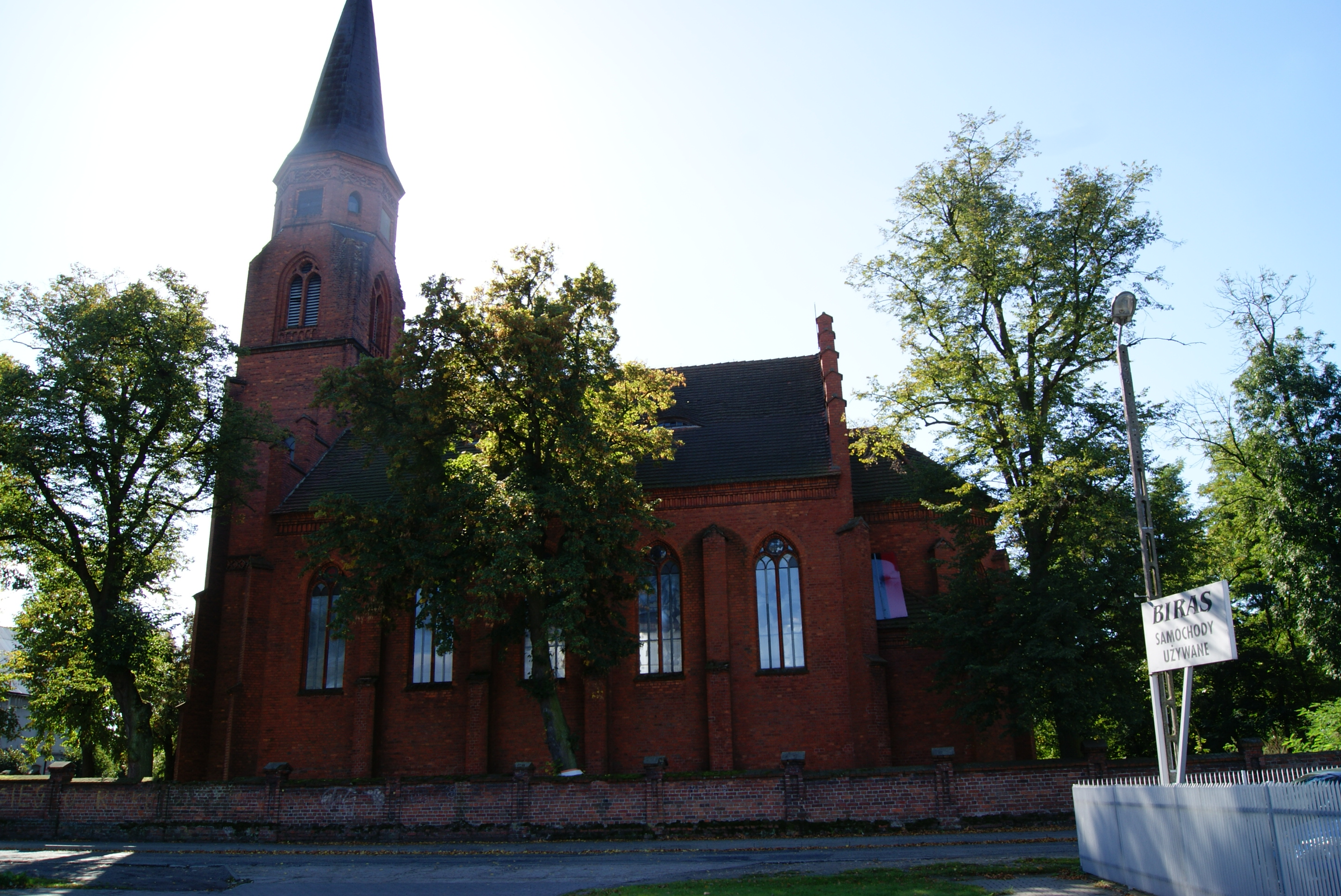
Kościół ewangelicki z 1887 r.

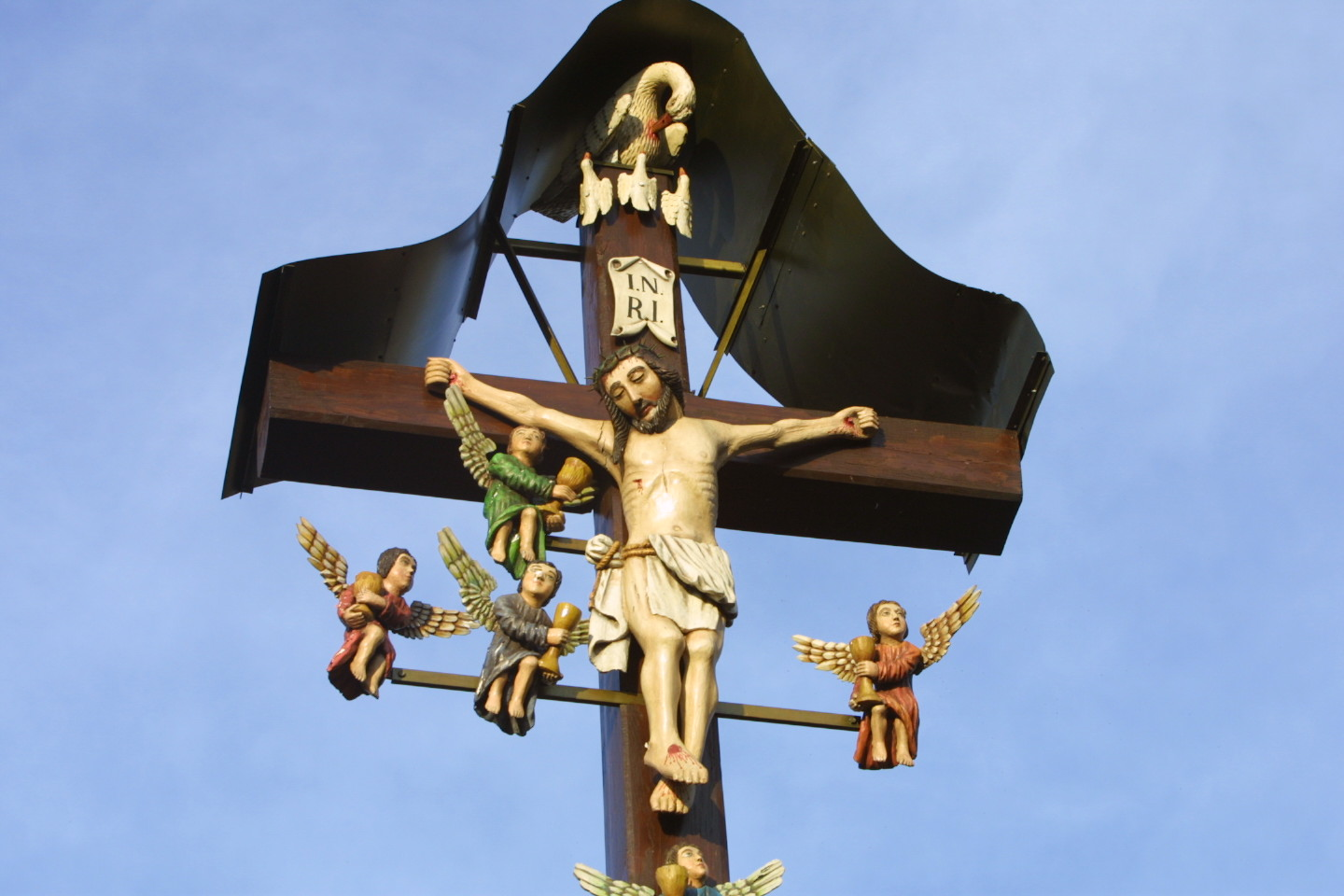
Krzyż Pawła Brylińskiego

Pierwsze wzmianki o Grabowie pochodzą z 1264. Było to starostwo niegrodowe obejmujące trzy klucze: grabowski, kuźnicki i mikstacki. Siedzibą starostów był zamek zajęty w 1396 roku przez Władysława Jagiełłę. Grabów otrzymał prawa miejskie w 1416. Za herb obrano pelikana karmiącego własną krwią swoje pisklęta. Miasto rozwijało się dobrze (między innymi dzięki korzystnemu położeniu) do połowy XVI w., kiedy to zniszczyły je pożary i wojny. W 1628 powstał tu nowy zamek, ale dotrwał on tylko do połowy XVII w.. Wojenna pożoga nawiedzała miasto jeszcze kilkanaście razy do czasów zaborów.
Od 1795 aż do końca I wojny światowej – z krótką przerwą w latach 1807–1815 – miasto znajdowało się w granicach Prus. Kongres wiedeński w 1815 wytyczył granicę prusko-rosyjską na rzece Prośnie, na ponad 100 lat sytuując położony na zachodnim brzegu rzeki Grabów w roli pruskiego miasta granicznego. Wiek XIX, szczególnie od 1871, to okres presji germanizacyjnej i oporu przeciwko niej przez dominującą w mieście ludność polską. Mieszkańcy czynnie uczestniczyli w powstaniach, działało Towarzystwo Czytelni Ludowych. W 1905 miasto liczyło 1806 mieszkańców, w tym niemal 84% Polaków, 11% Niemców i 6% Żydów. 82% ludności Grabowa stanowili katolicy, protestanci zaś niecałe 12%.
Miasto korzystało z szybkiego rozwoju cywilizacyjnego Niemiec w II poł. XIX w., jednak jego przygraniczne położenie nie przekładało się na wzrost znaczenia. W 1910 Grabów uzyskał połączenie kolejowe ze stolicą powiatu – Ostrzeszowem. W 1919 miasto znalazło się w granicach odrodzonego państwa polskiego, zaś Prosna straciła swoją graniczną funkcję. Dzięki temu w okresie międzywojennym zaznaczyło się przyspieszenie rozwoju Grabowa, który stał się ośrodkiem handlowym i usługowym także dla obszarów położonych w dawnym zaborze rosyjskim. W latach 1975–1998 miasto administracyjnie należało do woj. kaliskiego, a przed rokiem 1975 i od 1999 do powiatu ostrzeszowskiego.
W 1999 zamknięta została linia Ostrzeszów-Namysłaki, jedyne połączenie kolejowe Grabowa ze światem. Ponowne jej otwarcie nastąpiło 30 sierpnia 2008 – już jako turystycznej Kolei Drezynowej "Grabowska Toczka".

## Demografia

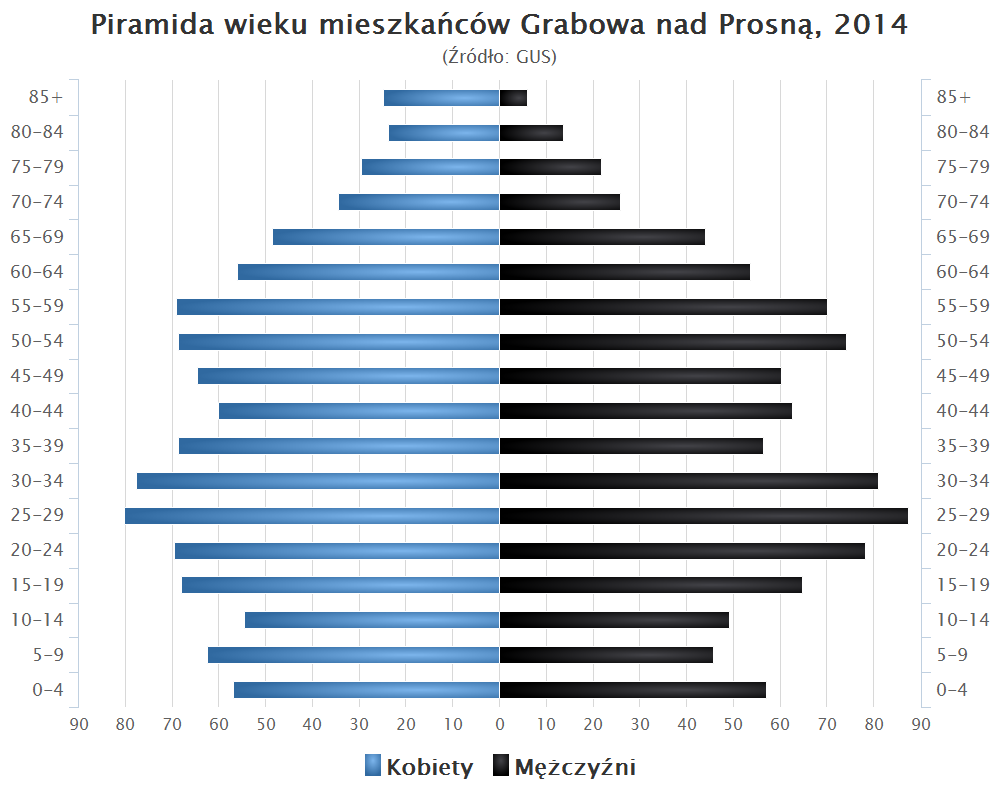
Piramida wieku mieszkańców Grabowa nad Prosną w 2014 roku

## Ludzie związani z Grabowem
Stanisław Ignacy Łaszczyński

## Zabytki

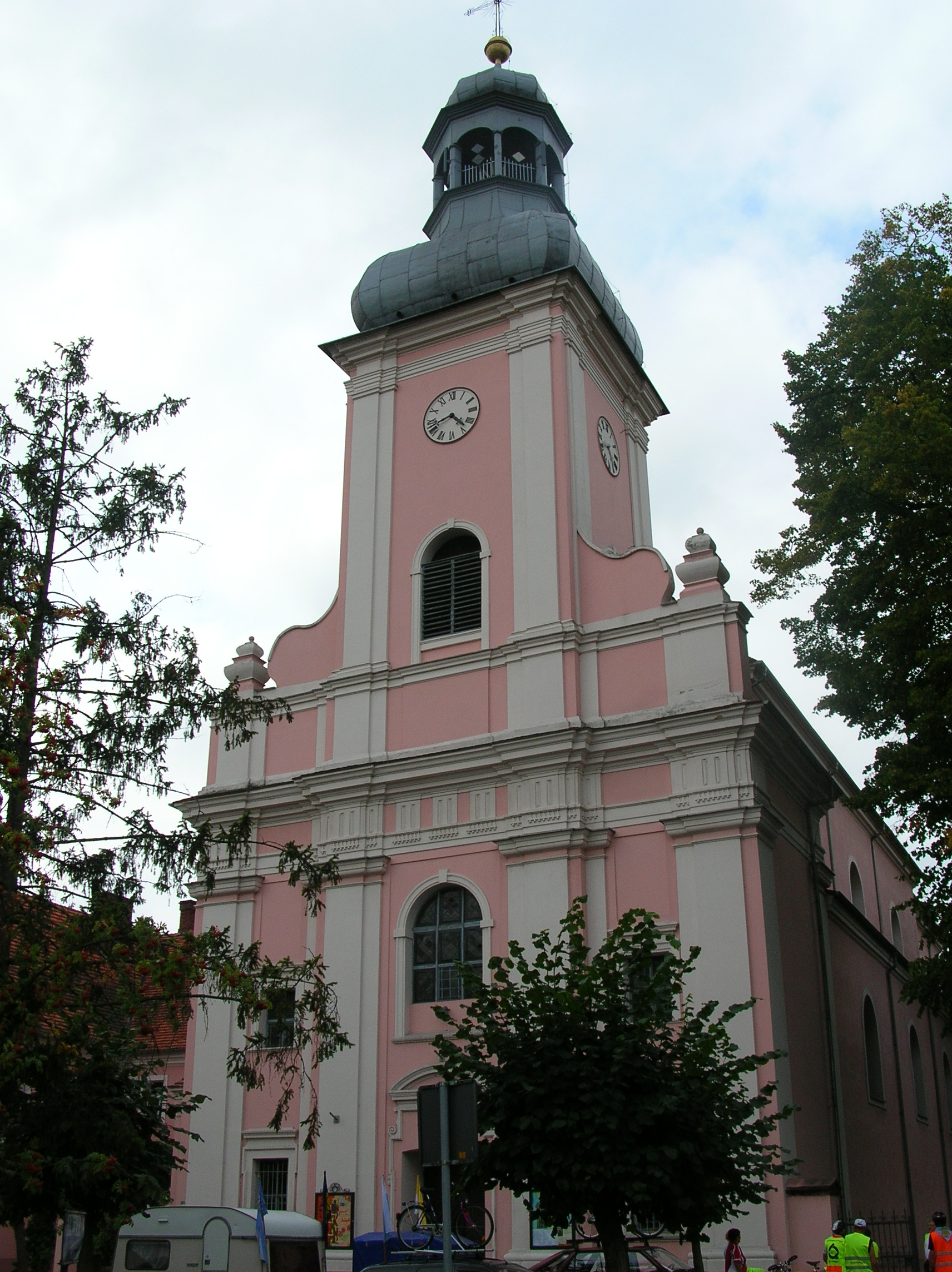
Kościół pofranciszkański pw. NMP Niepokalanie Poczętej

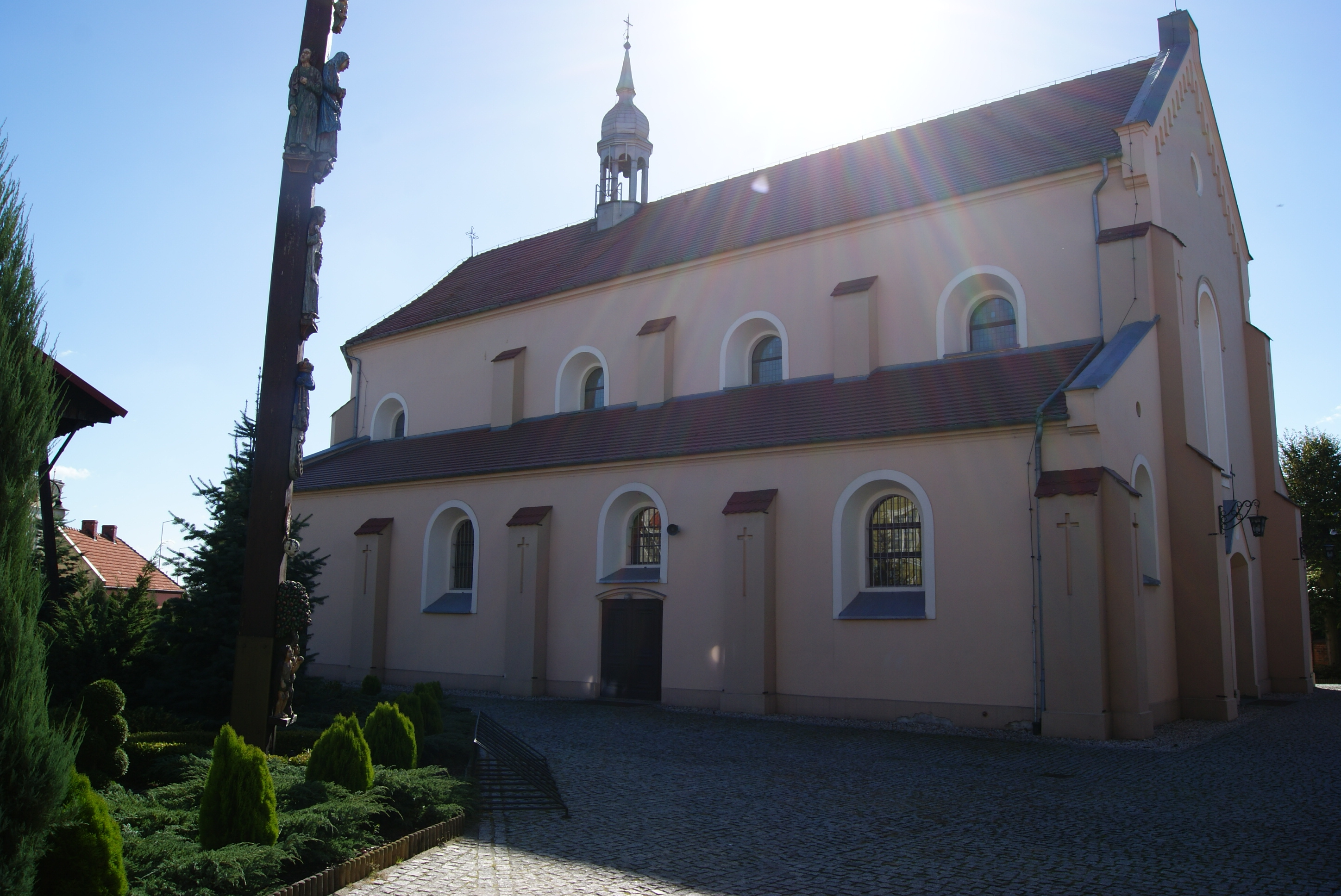
Kościół Niepokalanego Serca Najświętszej Maryi Panny i św. Mikołaja

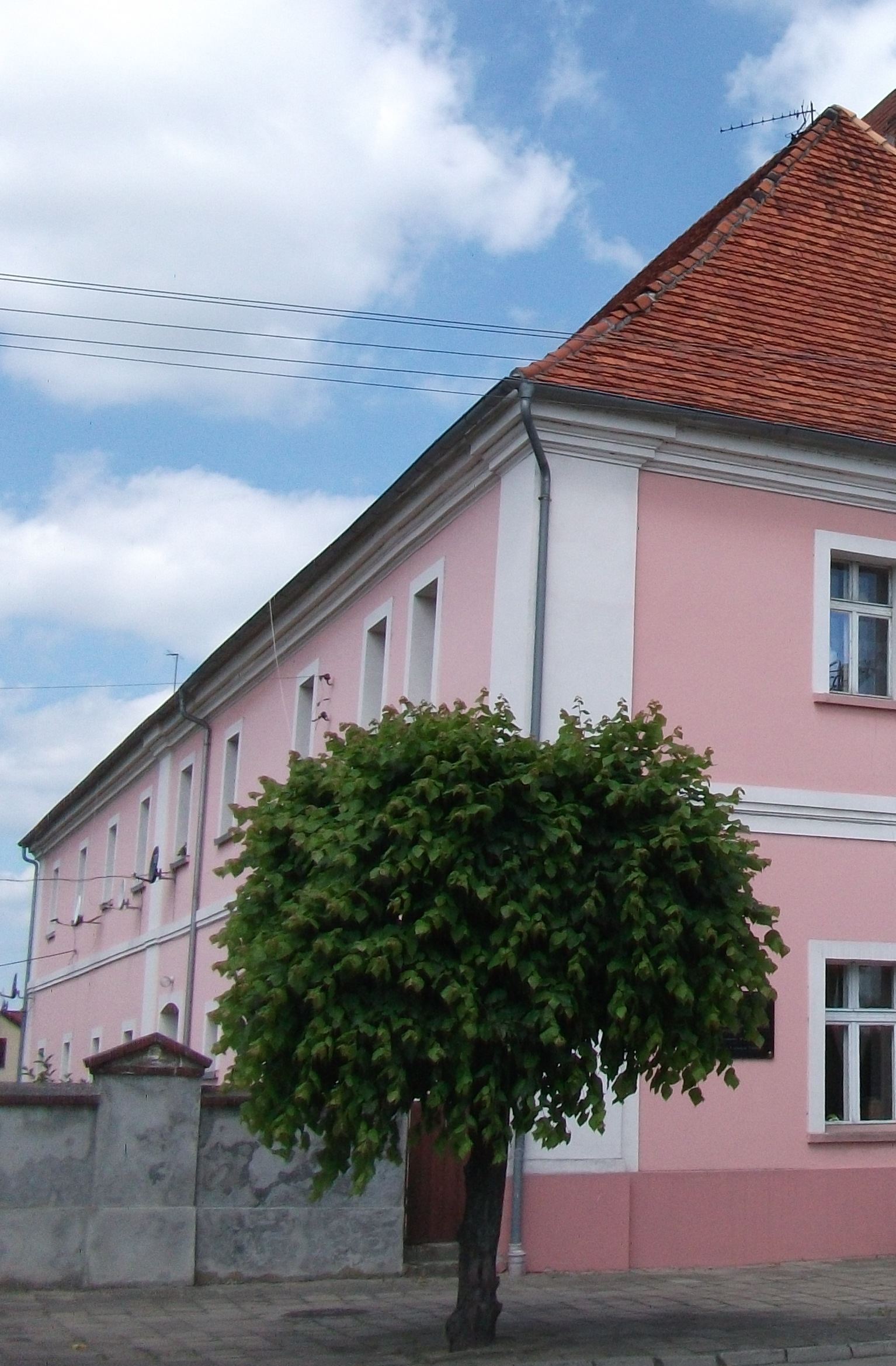
Dawny klasztor franciszkanów

- kościół pofranciszkański, barokowy z 1642, główny ołtarz rokokowy, z lat 1751-1752, sześć bocznych ołtarzy z połowy XVIII w. z barokowymi obrazami,
- klasztor pofranciszkański, barokowy, wzniesione po 1642, obecnie biblioteka i Izba Pamiątek prezentująca zbiory związane z profesorem Teofilem Ciesielskim i doktorem Władysławem Biegańskim[5],
- barokowy kościół Niepokalanego Serca Najświętszej Maryi Panny i św. Mikołaja z lat 1622-1684, bazylikowy, trzynawowy,
- neogotycki kościół ewangelicki z 1887 (opuszczony, elementy wyposażenia zdemontowane),
- dwór z XVIII/XIX w., masywny, murowany budynek z wieżyczką pośrodku dachu, obecnie Urząd Miasta i Gminy Grabów nad Prosną,
- zespół stacji kolejowej z 1910 (używana przez Kolej Drezynową "Grabowska Toczka"),
- Zamczysko na lewym brzegu Prosny, miejsce dawnego zamku - badania terenowe obiektu ujawniły, że powstanie murowanej budowli obronnej poprzedzała drewniana, czworoboczna wieża, być może obwiedziona umocnieniami drewniano-ziemnymi. Na podstawie badań dendrochronologicznych ustalono, że drewno wykorzystane do budowy obiektu ścięto między 1393 a 1439 r. Jednak Janusz Pietrzak zauważył, że nieokreślony bliżej punkt oporu funkcjonował w Grabowie najpewniej już w 1387 r. i być może został on ostatecznie zniszczony podczas wojny Władysława Jagiełły z Władysławem Opolczykiem, który dzierżył m.in. ziemię ostrzeszowską jako lenno. Murowany zamek powstał więc zapewne dopiero w XV w, może ok. 1416 r., kiedy to miasto Grabów otrzymało staraniem rodu Zarembów prawo magdeburskie. Janusz Tomala stwierdził, że było to czworoboczne założenie, z czterema skrzydłami mieszkalnymi, „o szerokości budynków wschodniego i południowego do 10 m, zaś północnego i zachodniego do 5 m"[6]. Analiza tekstu lustracji dóbr królewskich z lat 1564–1565 wskazuje, że zamek był niewielką budowlą na rzucie czworoboku, posadowiona wśród podmokłych łąk w dolinie zalewowej Prosny i okolona szeroką fosą. Przez fosę przerzucony był most, z dwoma częściami zwodzonymi. Wśród struktur murowanych wymieniono jedynie bramę wjazdową, nadbudowaną, zapewne już w XVI w., o wykonany w technice szkieletowej „dom o 4 dachach”. Za fosą zamkową mieściło się gospodarczo-administracyjne przedzamcze, okolone również nawodnionym przekopem i bronione mostem zwodzonym. Prócz tego przy zamku funkcjonował folwark. Zamek został zniszczony w czasie "potopu" szwedzkiego i następnie opuszczony[7][8].
- krzyż Pawła Brylińskiego.

## Przyroda
- Obszar Chronionego Krajobrazu Dolina Prosny i Kotlina Grabowska,
- Park Miejski, stare założenie parkowe, drzewa pomnikowe.

## Wspólnoty wyznaniowe
- Kościół rzymskokatolicki:
  - parafia Niepokalanego Serca Najświętszej Maryi Panny i św. Mikołaja
- Świadkowie Jehowy
  - zbór Grabów nad Prosną (w tym grupa rosyjskojęzyczna) – Sala Królestwa ul. Kępińska 13[9].

## Miasta partnerskie
- Emlichheim [10]